# Cheyenne Woods
Cheyenne Woods (ur. 25 lipca 1990 w Phoenix) – amerykańska zawodowa golfistka, krewna Tigera Woodsa. W 2014 roku wygrała Australian Ladies Masters.